# Коктобе (Павлодарський район)
Коктобе́ (каз. Көктөбе) — село у складі Павлодарського району Павлодарської області Казахстану. Входить до складу Шакатського сільського округу.
Населення — 34 особи (2021; 83 у 2009, 105 у 1999, 175 у 1989).
Національний склад станом на 1989 рік:
- казахи — 74 %

Станом на 1989 рік село називалось Кок-Тобе.